# پرچم یونیون جک
یونیون جک (به انگلیسی: Union Jack), یا پرچم اتحادیه‌ (به انگلیسی: Union Flag)، پرچم دفاکتو بریتانیا است. اگرچه هیچ قانونی تصویب نشده است که پرچم اتحادیه را پرچم رسمی ملی بریتانیا کند، اما عملاً از طریق سابقه چنین شده است. گاهی ادعا می‌شود که اصطلاح یونیون جک به درستی تنها به کاربرد دریایی اشاره دارد، اما این ادعا توسط مؤسسه پرچم در سال ۲۰۱۳ و پس از بررسی‌های تاریخی رد شد. این پرچم در کانادا، با قطعنامه پارلمان، جایگاه رسمی دارد، جایی که به‌عنوان پرچم اتحادیه سلطنتی شناخته می‌شود. این پرچم ملی تمام سرزمین‌های فرادریایی بریتانیا است، که در داخل ایالت یا قلمرو بریتانیا قرار دارد، اگرچه پرچم‌های محلی نیز برای بیشتر آنها مجاز بوده است، که معمولاً شامل علامت آبی یا قرمز با پرچم اتحادیه در وسط است و با نشان‌های متمایز مخدوش می‌شود. سلاح‌های قلمروی اینها ممکن است به جای پرچم ملی یا همراه با (اما اولویت پس از) پرچم ملی به اهتزاز درآیند. فرمانداران سرزمین‌های ماوراء بحار بریتانیا پرچم‌های شخصی خود را دارند که پرچم اتحادیه با بازوهای متمایز مستعمره در مرکز است. پرچم اتحادیه همچنین در کانتون (ربع بالای میله پرچم) پرچم‌های چندین کشور و سرزمینی که دارایی یا قلمرو سابق بریتانیا هستند و همچنین در پرچم ایالت هاوایی ایالات متحده که چنین ارتباطی ندارد، ظاهر می‌شود.

## پیشینه
سرچشمه پرچم پیشین بریتانیا به سال ۱۶۰۶ بازمی‌گردد. پادشاه جیمز ششم اسکاتلند در سال ۱۶۰۳ با نام جیمز یکم تاج و تخت انگلستان و ایرلند را به ارث برده بود و بدین ترتیب تاج‌های انگلستان، اسکاتلند و ایرلند را در یک اتحاد شخصی متحد کرد. سه پادشاهی ایالت‌های جداگانه باقی ماندند. در ۱۲ آوریل ۱۶۰۶، پرچم جدیدی برای نشان دادن این اتحادیه سلطنتی میان انگلستان و اسکاتلند در فرمان سلطنتی مشخص شد که بر اساس آن پرچم انگلستان، صلیب قرمز روی زمینه سفید، معروف به صلیب سنت جورج، و پرچم اسکاتلند، یک نشان سفید (صلیب X شکل، یا صلیب سنت اندرو) در زمینه آبی، به یکدیگر ملحق می‌شود و پرچم انگلستان و اسکاتلند را برای اهداف دریایی تشکیل می‌دهد.
طراحی کنونی پرچم اتحادیه از یک اعلامیه سلطنتی پس از اتحاد بریتانیا و ایرلند در سال ۱۸۰۱ است. این پرچم جنبه‌های سه پرچم ملی قدیمی را ترکیب می‌کند: صلیب سرخ سنت جورج برای پادشاهی انگلستان، صلیب سفید سنت اندرو برای اسکاتلند و نشان قرمز سنت پاتریک به نمایندگی از ایرلند. اگرچه جمهوری ایرلند دیگر بخشی از بریتانیا نیست، ایرلند شمالی هست.
هیچ نمادی به نمایندگی از ولز در پرچم وجود ندارد، و ولز را به تنها کشور بومی بدون نمایندگی مستقیم تبدیل می‌کند، زیرا در زمان قوانین قانون ولز ۱۵۳۵ و ۱۵۴۲ (ایجاد اتحاد قانونی با انگلیس) مفهوم پرچم‌های ملی در مراحل اولیه بود. با این حال، اژدهای ولز به‌عنوان یک نگهدارنده در نشان سلطنتی انگلستان که توسط دودمان تودور از سال ۱۴۸۵ استفاده می‌شد، پذیرفته شد.